# Kościół św. Walentego w Dobrodzieniu
Kościół św. Walentego – zabytkowa drewniana rzymskokatolicka świątynia, położona w Dobrodzieniu. Kościół należy do parafii św. Marii Magdaleny w Dobrodzieniu w dekanacie Dobrodzień diecezji opolskiej. 12 marca 1960 oraz 1 marca 1978 roku, pod numerem 365/60 oraz 74/78 kościół został wpisany do rejestru zabytków województwa opolskiego. Obecnie funkcjonuje jako kościół cmentarny.

## Historia kościoła
Kościół wybudowano w 1630 roku w miejscu starszego, który został zniszczony podczas wojny trzydziestoletniej. Był wielokrotnie odnawiany - szczególnie konieczna stała się renowacja po II wojnie światowej, kiedy został uszkodzony podczas ostrzału miasta przez wojska radzieckie. Dużo szczęścia miał również w 1846 roku, podczas wielkiego pożaru miasta, który strawił niemal wszystkie budynki, natomiast kościół wyszedł z niego bez szwanku. Obecnie msze święte odbywają się w nim tylko podczas pogrzebów oraz 14 lutego – w dniu św. Walentego.

## Architektura i wnętrze kościoła
Kościół powstał na podmurówce; jest konstrukcji zrębowej (wieża konstrukcji słupowej) i orientowany. Prostokątna nawa z płaskim stropem jest szersza od trójbocznie zamkniętego prezbiterium (nakryte pozornym sklepieniem o łuku segmentowym), do którego przylega czworoboczna zakrystia. Dachy świątyni są siodłowe, kryte gontem - od strony zachodniej znajduje się wieża, nakryta baniastym, ośmiobocznym hełmem. Zewnętrzne ściany oszalowano deskami. Okna kościoła zamknięto łukiem segmentowym.
Wyposażenie świątyni jest barokowe – ołtarz główny ufundował w 1644 roku Adam Wilhelm Dobrodzieński. Ołtarz główny z XVIII wieku, z obrazem olejnym przedstawiającym św. Walentego. Chór muzyczny wsparto na 2 słupach. Organy zostały zbudowane w 1887 roku przez firmę Schlag & Söhne ze Świdnicy jako opus 274. Stół gry wbudowany we front cokołu szafy organowej. 